# Burka Band
Burka Band, en español La banda del Burka, también conocida como Blue Burqa Band, es una banda de indie rock afgana formada en 2002 en Kabul y compuesta exclusivamente por mujeres.

## Historia
Son tres mujeres que actúan de forma anónima. Todas las miembros llevan burkas en una aparente protesta contra las normas de los talibanes sobre el vestido islámico. Para ellas, cantar con burka era una broma, pero también era necesario para evitar represalias de los fanáticos religiosos, según Nargiz, miembro de la banda.
En octubre de 2002, durante un taller de música celebrado en la escuela estatal de música de Kabul y organizado por el Goethe-Institut, lanzaron un sencillo, Burka Blue y un álbum homónimo. En la década de 2000 hicieron una gira en Alemania, donde una de sus canciones fue remezclada por la DJ Barbara Morgenstern. En el verano de 2003, aparecieron en la edición digital de la revista alemana Spiegel, en el programa de Charlotte Roche «Fast Forward» y en la portada de Yahoo!, lo que causó tensiones diplomáticas. Esto tuvo impacto internacional, apareciendo también canal de televisión SAT 1, la BBC, AFP, en varios diarios europeos y en Spin Magazine, la mayor publicación musical estadounidense.
La banda quedó inactiva en torno al año 2010 porque la cantante se exilió en Pakistán buscando trabajo.